# Éric Drubay
Éric Drubay (né le 31 octobre 1967 à Argenteuil) est un coureur cycliste français des années 1990-2000, devenu directeur sportif.

## Palmarès
- 1991
  - Tour de l'Ain
  - Tour Dauphiné-Savoie
  - 2e de Paris-Joigny
  - 2e du Tour Nivernais Morvan
  - 3e du Tour de Seine-et-Marne
  - 3e de Paris-Fécamp
  - 3e du Grand Prix de Luneray
- 1992
  - 2e du Tour de la Haute-Marne
  - 3e du Tour des Vosges
  - 3e du Grand Prix de Luneray
- 1993
  - Tour Dauphiné Savoie
  - 2e des Boucles de la CSGV
  - 3e de Tarbes-Sauveterre
- 1994
  - Boucles CSGV
  - Tour du Doubs
  - Tour de la Réunion
- 1995
  - Champion de Franche-Comté
  - 2e de Tarbes-Sauveterre
- 1996
  - Souvenir Vietto-Gianello
  - Bordeaux-Saintes
  - 3e étape du Tour Nord-Isère
  - Circuit de Saône-et-Loire
  - Ronde des Vosges
  - Circuit des Monts vauclusiens :
    - Classement général
    - 1re étape

  - 5e étape de Montpellier-Barcelone
  - 2e du Tour de Franche-Comté
  - 2e du Prix du Conseil Général du Val d'Oise
  - 2e de Montpellier-Barcelone
  - 3e de Paris-Vailly

6 Sélections en équipe de France
- 1997
  - Tour Nord-Isère :
    - Classement général
    - 3e étape

  - 3e étape du Tour du Doubs
  - 2e de Paris-Troyes
  - 2e du Grand Prix des Carreleurs
  - 2e du Critérium du Printemps
  - 2e de la Poly Sénonaise
  - 3e d'Annemasse-Bellegarde et retour
  - 3e du Tour Béarn-Aragon
- 1998
  - Tour Béarn-Aragon :
    - Classement général
    - 1re étape

  - Tour des Pyrénées
  - Grand Prix de Cours-la-Ville
  - 1re étape du Tour du Doubs
  - 2e du Tour de la Dordogne
- 1999
  - Dijon-Auxonne-Dijon
  - 1re étape du Circuit de Saône-et-Loire
  - Tour Nord-Isère :
    - Classement général
    - 2e et 4e étapes

  - Tour Nivernais Morvan
  - 1re étape du Tour du Béarn
  - Grand Prix Cristal Energie
  - Trophée des Châteaux aux Milandes
  - 2e de la Pédale d'Or de Ligugé
  - 3e du Tour du Béarn
  - 3e du Grand Prix du Cru Fleurie
  - 3e du Trio normand
- 2000
  - Tour des Pyrénées
  - Circuit de Saône-et-Loire :
    - Classement général
    - 1re étape

  - 2e du Grand Prix de Monpazier
  - 2e du Grand Prix de Cours-la-Ville
  - 3e du Tour Nord-Isère